# FC十文字VENTUS
FC十文字VENTUS（エフシーじゅうもんじベントス、FC Jumonji VENTUS）は、かつて存在した日本の女子サッカークラブ。埼玉県新座市、東京都清瀬市に本拠地を置いていた。
現在、WEリーグに在籍するRB大宮アルディージャWOMENの前身となったクラブである。

## 概要
1996年発足の十文字中学高等学校サッカー同好会を前身とし、2014年に「FC十文字VENTUS」として設立（VENTUSはラテン語で風）。十文字学園を母体とした学園型総合型地域スポーツクラブで、佐々木則夫元日本女子代表監督をスーパーバイザーとして招聘し強化育成に取り組んでいる。
2016年、チャレンジリーグ入替戦予選大会を1位通過すると、JAPANサッカーカレッジレディースとの入替戦を制しチャレンジリーグ昇格を果たした。
2017年、チャレンジリーグ初参戦ながらEASTで1位となり1位-4位順位決定戦に進むが、1分2敗で総合4位となった。参戦2年目となる2018年はEASTで2位、順位決定戦で総合2位となり、2部・チャレンジリーグ入替戦にてバニーズ京都SCに敗退。参戦3年目となる2019年にEAST首位、順位決定戦首位でリーグ優勝を果たし、翌2020年よりなでしこリーグ2部に昇格した。
昇格1年目を8位で終えた2021年1月12日、WEリーグに参加する大宮アルディージャの女子チームとして新設される大宮アルディージャVENTUSへチームを承継させることを発表し、同シーズン終了をもって承継された。承継チームとなる大宮アルディージャVENTUSには6選手が完全移籍で加入した。下部組織のFC十文字VENTUS U-15も移管され、2021年4月より大宮アルディージャVENTUS U15として活動を開始した。

## 成績
| 年度 | 所属        | 順位         | 試合 | 勝点 | 勝 | 分 | 敗 | 得 | 失 | 差  | 監督     |
| 2016 | 関東2部     | 3位          | 14   | 31   | 10 | 1  | 3  | 45 | 25 | +20 | 石山隆之 |
| 2017 | チャレンジ  | 優勝（EAST） | 15   | 30   | 9  | 3  | 3  | 23 | 14 | 9   | 柴山桂   |
| 2017 | チャレンジ  | 4位（総合）  | 3    | 1    | 0  | 1  | 2  | 0  | 4  | -4  | 柴山桂   |
| 2018 | チャレンジ  | 2位（EAST）  | 15   | 27   | 9  | 0  | 6  | 33 | 24 | 9   | 柴山桂   |
| 2018 | チャレンジ  | 2位（総合）  | 3    | 5    | 1  | 2  | 0  | 4  | 3  | 1   | 柴山桂   |
| 2019 | チャレンジ  | 優勝（EAST） | 15   | 34   | 10 | 4  | 1  | 34 | 10 | 24  | 柴山桂   |
| 2019 | チャレンジ  | 優勝（総合） | 3    | 7    | 2  | 1  | 0  | 4  | 2  | 2   | 柴山桂   |
| 2020 | なでしこ2部 | 8位          | 18   | 13   | 3  | 4  | 11 | 15 | 40 | -25 | 柴山桂   |

## スタジアム
2018年のホームゲームを開催するスタジアムは、NACK5スタジアム大宮（埼玉県さいたま市大宮区）と十文字学園女子大学サッカーグラウンド（埼玉県新座市）、秋葉の森総合公園サッカー場（埼玉県さいたま市西区）である。
かつては、清瀬内山運動公園サッカー場A面（東京都清瀬市）でも開催した。

## 下部組織
- 十文字学園女子大学
- 十文字高等学校
- 十文字中学校
- FC十文字VENTUS U-15
- 十文字Jr.サッカー女子アカデミー

## ユニフォーム

### チームカラー
- 水色

### ユニフォームスポンサー
| 掲出箇所 | スポンサー名                     | 表記               | 掲出年   | 備考                                             |
| 胸       | NTTドコモ                        | NTT docomo »5G     | 2020年 - |                                                  |
| 鎖骨左   | インター・アート・コミッティーズ | 運転免許 トロッカ! | 2020年 - | 2019年は胸 （「iAC INTER ART COMMITTEES」表記）  |
| 鎖骨右   | インター・アート・コミッティーズ | 合宿免許WAO!!      | 2020年 - | 2019年は胸 （「iAC INTER ART COMMITTEES」表記）  |
| 背中上部 | スズキトラスト                   | スズキトラスト     | 2020年 - | 2019年はパンツ （「SUZUKI TRUST CO.,LTD.」表記） |
| 背中下部 | なし                             | -                  | -        |                                                  |
| 袖       | ピンクリボン                     | （ピンクリボン）   | 2020年 - |                                                  |
| パンツ   | 学校法人十文字学園               | 十文字学園         | 2020年 - | 2017年 - 2018年は胸 2019年は袖                   |

### ユニフォームサプライの遍歴
- - 2017年 UNDER ARMOUR
- 2018年 - 2019年 bonera
- 2020年 - UNDER ARMOUR

### 歴代ユニフォームスポンサー年表
| 年度 | 胸                       | 鎖骨左             | 鎖骨右        | 背中上部                                    | 背中下部                 | 袖                            | パンツ                | サプライヤー |
| 2016 | -                        | 解禁前             | 解禁前        | -                                           | -                        | -                             | -                     | UNDER ARMOUR |
| 2017 | 十文字学園               | 解禁前             | 解禁前        | 日本旅行 NIPPON TRAVEL AGENCY               | 藤商                     | 医療法人 徳真会グループ       | TOMOE CORPORATION     | UNDER ARMOUR |
| 2018 | 十文字学園               | -                  | -             | 生きるしあわせ、すべてのひとに MIZUHO Group | ㍿リビングコンシェルジュ | 日本旅行 NIPPON TRAVEL AGENCY | コンパスナビ          | bonera       |
| 2019 | iAC INTER ART COMMITTEES | -                  | -             | 日本旅行 NIPPON TRAVEL AGENCY               | ㍿リビングコンシェルジュ | 十文字学園                    | SUZUKI TRUST CO.,LTD. | bonera       |
| 2020 | NTT docomo »5G           | 運転免許 トロッカ! | 合宿免許WAO!! | スズキトラスト                              | -                        | （ピンクリボン）              | 十文字学園            | UNDER ARMOUR |

## 選手

### 最終年に所属していた選手
| Pos | No. | 選手名                   | 生年月日（年齢）       | 前所属                     | 移籍先                                        |
| GK  | 16  | 小山紗也加               | 1995年5月19日（30歳）  | 東京女子体育大学           | スペランツァ大阪高槻                          |
| GK  | 21  | 三木良美                 | 1996年1月16日（29歳）  | 岡山湯郷Belle              | 愛媛FCレディース                              |
| GK  | 29  | ミケイラ・クレゾフスキー | 1998年2月3日（27歳）   | サウスカロライナ大学       | 引退 アパラチアン州立大学アシスタントGKコーチ |
| DF  | 2   | 村社汐理                 | 1996年6月12日（29歳）  | ちふれASエルフェン埼玉     | 大宮アルディージャVENTUS                      |
| DF  | 3   | 冨田美波                 | 1999年11月25日（25歳） | 十文字高校                 | ニッパツ横浜FCシーガルズ                      |
| DF  | 20  | 堤夏穂                   | 2000年6月29日（25歳）  | ちふれASエルフェン埼玉マリ | 南葛SC WINGS                                  |
| DF  | 24  | 人見のどか               | 1997年5月27日（28歳）  | 十文字学園女子大学         | 南葛SC WINGS                                  |
| DF  | 25  | 山中沙織                 | 1996年12月20日（28歳） | 静岡産業大学磐田ボニータ   | 愛媛FCレディース                              |
| DF  | 28  | 小島未愛                 | 1991年4月4日（34歳）   | つくばFCレディース         | FC水戸シルエラ                                |
| MF  | 4   | 日野李保                 | 1996年7月31日（28歳）  | 大東文化大学               | 大宮アルディージャVENTUS                      |
| MF  | 5   | 花桐なおみ               | 1991年1月9日（34歳）   | スフィーダ世田谷FC         | 大宮アルディージャVENTUS                      |
| MF  | 6   | 堰愛季                   | 1991年1月22日（34歳）  | ちふれASエルフェン埼玉     | 大宮アルディージャVENTUS                      |
| MF  | 7   | 井原美波                 | 1996年5月17日（29歳）  | 山梨学院大学               | FCふじざくら山梨                              |
| MF  | 9   | 杉原遥波                 | 1996年12月23日（28歳） | ちふれASエルフェン埼玉     | アンジュヴィオレ広島                          |
| MF  | 13  | 又吉果奈                 | 1994年11月30日（30歳） | ちふれASエルフェン埼玉     | ちふれASエルフェン埼玉                        |
| MF  | 14  | 内田好美                 | 1995年7月20日（29歳）  | つくばFCレディース         | サンフレッチェ広島レジーナ                    |
| MF  | 15  | 佐々木由紀菜             | 1997年1月26日（28歳）  | 日体大FIELDS横浜           | 静岡SSUアスレジーナ                           |
| MF  | 18  | 海老澤桃子               | 1996年11月2日（28歳）  | 日体大FIELDS横浜           | FC町田ゼルビアレディース                      |
| MF  | 22  | 菅野永遠                 | 1998年5月13日（27歳）  | スフィーダ世田谷FC         | 南葛SC WINGS                                  |
| MF  | 23  | 伊藤千梅                 | 1999年2月22日（26歳）  | スフィーダ世田谷FC         | 引退                                          |
| MF  | 27  | 上津原千賀               | 1995年9月5日（29歳）   | ニッパツ横浜FCシーガルズ   | 引退                                          |
| FW  | 8   | カルリン・ホワイト       | 1996年11月3日（28歳）  | OSAシアトルFC              | PECズヴォレ・フラウエン                       |
| FW  | 10  | 鳥海由佳                 | 1996年7月26日（28歳）  | 日テレ・ベレーザ           | 大宮アルディージャVENTUS                      |
| FW  | 11  | 小島ひかる               | 1994年5月25日（31歳）  | ルクレMYFC                 | 大宮アルディージャVENTUS                      |
| FW  | 17  | 山田彩未                 | 1996年7月31日（28歳）  | 早稲田大学ア式蹴球部女子   | オルカ鴨川FC                                  |
| FW  | 19  | 佐藤美月                 | 1997年2月10日（28歳）  | 日体大FIELDS横浜           | 福岡J・アンクラス                             |
| FW  | 26  | 島村友妃子               | 1996年7月16日（28歳）  | 静岡産業大学磐田ボニータ   | 大和シルフィード                              |

### かつて所属していた選手
- 野口彩佳
- 源間葉月
- 瀧澤千聖（下部組織に所属）